# بيرترام بيرلورزر
بيرترام بيرلورزر (ولد في 31 مايو 1957 في نيونكيرشن آم براند ) مدرب كرة قدم ألماني ولاعب سابق، و كلاعب فقد أمضى تسعة مواسم في الدوري الألماني مع نورمبرغ وبايرن ميونخ وشتوتغارت.
وهو الأخ الأكبر للمدرب الألماني أخيم بيرلورزر .